# Øystre Slidre
Gmina Øystre Slidre (norw. Øystre Slidre kommune) – norweska gmina leżąca w regionie Oppland. Jej siedzibą jest miasto Heggenes.
Øystre Slidre jest 109. norweską gminą pod względem powierzchni.

## Geografia

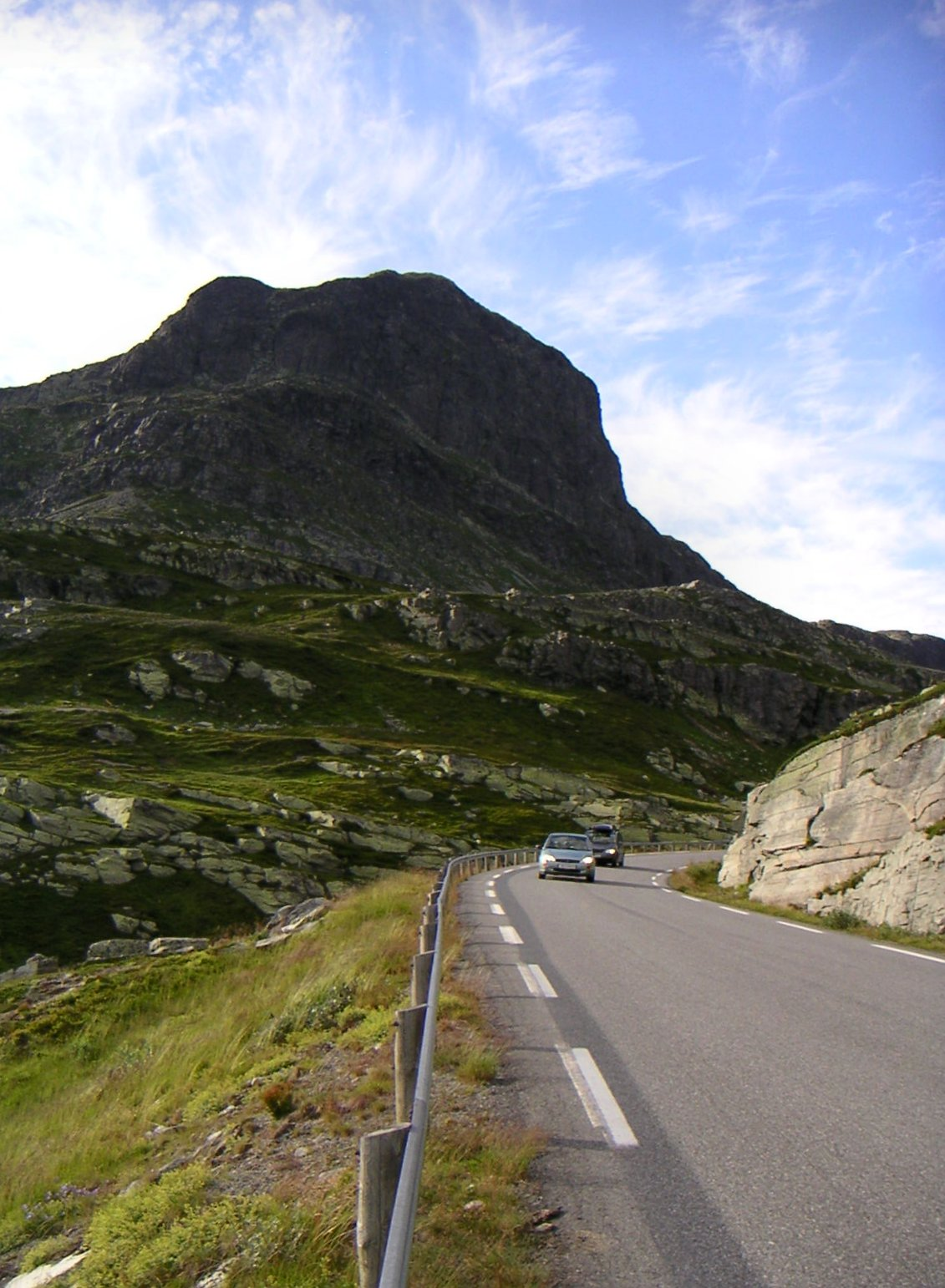
Szczyt Bitihorn

Gmina Øystre Slidre ma 45,1 km rozciągłości południkowej i 39,8 km rozciągłości równoleżnikowej. 73% jej powierzchni wznosi się ponad 900 m n.p.m., a najniższy punkt znajduje się na wysokości 410 m n.p.m. W północnej części gminy rozciąga się łańcuch górski Jotunheimen, w którym znajduje się najwyższe wzniesienie gminy – szczyt Øystre Rasletind o wysokości 2010 m n.p.m. Na granicy między gminami Øystre Slidre i Vang wznosi się szczyt Bitihorn (1607 m n.p.m.).
60 km² powierzchni gminy stanowi woda, w tym jeziora: Vinstri, Yddin, Vangsjøen, Javnin i Olevatn. 

## Demografia
Według danych z roku 2005 gminę zamieszkuje 3114 osób. Gęstość zaludnienia wynosi 3,23 os./km². Pod względem zaludnienia Øystre Slidre zajmuje 265. miejsce wśród norweskich gmin.
| ludność stan na 1 stycznia 2005 |         |           |       |
|                                 | kobiety | mężczyźni | razem |
| osób                            | 1536    | 1578      | 3114  |
| %                               | 49,33%  | 50,67%    | 100%  |

| wykształcenie stan na 1 października 2004 |        |         |        |        |
|                                           | podst. | średnie | wyższe | niezn. |
| osób                                      | 462    | 1554    | 417    | 58     |
| %                                         | 18,55% | 62,38%  | 16,74% | 2,33%  |

## Edukacja
Według danych z 1 października 2004:
- liczba szkół podstawowych (norw. grunnskolar): 6
- liczba uczniów szkół podst.: 436

## Władze gminy
Według danych na rok 2011 administratorem gminy (norw. rådmann) jest Øivind Langseth, natomiast burmistrzem (norw. ordfører, d. borgermester) jest Gro Lundby.